# Bricktown (Detroit People Mover)
Bricktown es una estación del Detroit People Mover (DPM) de la ciudad de Detroit, Míchigan (Estados Unidos). Es administrada por el Departamento de Transporte de Detroit y se encuentra en las calles Beaubien y East Fort . La estación Bricktown fue inaugurada en 1987. Debe su nombre al Distrito Histórico de Bricktown. También sirve al cercano Wayne County Building  y a varios restaurantes y vida nocturna en el área.

## Descripción
La estación Bricktown cuenta con 1 plataforma lateral. El DPM cerró temporalmente el 30 de marzo de 2020 debido a la disminución del número de pasajeros en medio de la pandemia de COVID-19. Desde entonces, el sistema ha reanudado el servicio, pero a partir de junio de 2022, Bricktown permanece cerrado y los trenes pasan por alto la estación y continúan hasta Greektown.